# ジュバル・アーリー
ジュバル・アンダーソン・アーリー（英: Jubal Anderson Early、1816年11月3日-1894年3月2日）は、アメリカ合衆国バージニア州生まれの弁護士であり、南北戦争では南軍の将軍である。1870年代に南部歴史協会のために書いた記事が南軍敗北原因の神話を、長く続く文学と文化の現象として確立した。

## 初期の経歴
アーリーはバージニア州フランクリン郡で生まれ、1837年にアメリカ陸軍士官学校を卒業した。フロリダ州で第3アメリカ砲兵連隊の少尉として、セミノール戦争に参戦し、その後1838年に最初の除隊をした。1840年代はバージニア州のフランクリン郡とフロイド郡で検察官として法律実務を行った。ミシシッピ州での裁判で、そこでは一流の弁護士をやり込めて注目された。その法律実務は1846年から1848年の米墨戦争で中断された。バージニア議会では代議士となった。

## 南北戦争
アーリーはホイッグ党員であったので、1861年4月に開催されたバージニア会議では合衆国からの脱退に強く反対した。しかし、連邦政府の攻撃的な動き（エイブラハム・リンカーン大統領が反乱を抑えるために75,000名の志願兵招集を求めた）に刺激されて、バージニア民兵の准将を引き受けた。リンチバーグに派遣されて3個連隊を立ち上げ、南軍の大佐としてそのうちの一つである第24バージニア歩兵連隊の指揮を執った。
1861年7月の第一次ブルランの戦い（または第一次マナサスの戦い）の後で准将に昇進した。この戦闘では、ブラックバーンズフォードで勇敢さを示し、P・G・T・ボーリガード将軍に良い印象を与えた。その後は東部戦線の主要な戦いに参戦した。七日間の戦い、第二次ブルランの戦い、アンティータムの戦い、フレデリックスバーグの戦い、チャンセラーズヴィルの戦い、ゲティスバーグの戦い、および1864年のシェナンドー渓谷における多くの戦いであった。ゲティスバーグ方面作戦の間に、アーリーの師団がペンシルベニア州ヨーク市を占領したが、これは南北戦争の間に南軍が落としたことでは北部最大の都市であった。
アーリーは北バージニア軍の指揮官ロバート・E・リーに信頼され支持された。リーは、アーリーの怒りっぽい性格と短気さの故に「雷おやじ」 (Bad Old Man) と親しみを込めて呼んでいたが、その攻撃的な姿勢と部隊の指揮能力をそれぞれ買っていた。アーリーの部下の兵士達の大半は熱狂と愛着を持って「オールドジューブ」とか「オールドジュビリー」と呼んでいた。部下の将軍達はこのような愛着を持つことはほとんど無かった。アーリーは常に欠陥を探す人であり、機会があれば部下のことを酷評した。逆に自分の誤りには概して気付かず、部下からの批判や示唆には激しく反応した。
アーリーは1862年のウィリアムズバーグの戦いで、動揺している敵に対する攻撃を指揮している時に負傷した。

### ストーンウォール・ジャクソンの下での従軍
アーリーはバージニア州ロッキー・マウントで療養し、2ヵ月後にストーンウォール・ジャクソン少将の下に復帰してマルバーンヒルの戦いに間に合った。そこでは生涯続いていた戦場での操軍能力の欠如を現してしまい、その旅団は林の中で道に迷った。大した戦闘もないままに33名の損失を蒙ることになった。北バージニア方面作戦の時には、シーダー山の戦いで戦果をあげ、第二次ブルランの戦いでは、ストーニーリッジにいたジャクソン軍の左翼、A・P・ヒル部隊の支援にギリギリ間に合った。
アンティータムの戦いでは、師団長のアレクサンダー・ロートンが負傷したあとで、その師団の指揮を執った。リーはその戦果に気をよくして、アーリーを師団長に留めた。フレデリックスバーグの戦いでは、ジャクソンの戦線を突破してきたジョージ・ミードの師団に反撃して、その日を救った。1863年1月17日に少将に昇進した。チャンセラーズヴィルの戦いでは、リーがアーリーに5,000名の兵士を与え、メアリーズハイツでフレデリックスバーグの防衛を行わせ、北軍ジョン・セジウィック少将が指揮する優勢な軍隊（2個軍団）に対抗させた。アーリーが北軍の動きを遅らせ、セジウィック軍を釘付けにすることができたので、リーとジャクソンは西方の北軍の残りを攻撃した。メアリーズハイツのアーリー軍に対するセジウィックの最終的な攻撃は第二次フレデリックスバーグの戦いと呼ばれることがある。

### ゲティスバーグおよびオーバーランド方面作戦
ゲティスバーグ方面作戦のとき、アーリーはリチャード・イーウェル軍団の1個師団を率いた。アーリーの部隊は第二次ウィンチェスターの戦いで北軍防衛部隊を打ち破る中心となり、多くの捕虜を取り、リー軍がシェナンドー渓谷を進軍する道を開いた。アーリーの師団は騎兵隊を増強され、東にペンシルベニア州のサウスマウンテン山地を越えて進軍し、道中で貴重な物資や馬を捕獲した。6月26日にはゲティスバーグを占領し、賠償を要求したが、支払われることは無かった。2日後、ヨーク郡に入りヨーク市を占領した。これは南北戦争の間に南軍が落としたことでは北部最大の都市であった。ここで賠償要求が部分的に認められ、現金28,000ドルが支払われた。アーリー軍の一部部隊が6月28日にサスケハナ川まで到着し、組織化された南軍が通過した地点としてはペンシルベニア州で最東部となった。6月30日、アーリー軍は、リーが向かって来る北軍に対応するために軍隊を集中させることにしたので、呼び戻された。
1863年7月1日、アーリー師団は北東方向からゲティスバーグに接近し、南軍戦線の最左翼に付いた。ここで北軍フランシス・バーローの師団（第11軍団の一部）を完璧に潰し、自軍より3倍の損失を与えて、町の通りを抜けて撤退させ、その多くを捕虜にした。ゲティスバーグでの2日目、イーウェルが北軍の右翼を攻める一環としてイースト・セメタリーヒルに攻撃を掛けた。当初はうまくいっていたが、北軍の補強部隊が到着し、アーリーの2個旅団を撃退した。3日目、アーリーは1個旅団をエドワード・"アレゲニー"・ジョンソンの師団に付けて、カルプスヒルに総攻撃を掛けたが失敗した。7月4日から5日に掛けてリー軍がゲティスバーグから撤退する時に、アーリー師団の一部がその殿軍をカバーした。
アーリーは1863年から1864年に掛けての冬をシェナンドー渓谷で従軍した。この期間、偶々イーウェルが病気で不在となったために軍団指揮を務めた。1864年5月31日、リーはアーリーが高い指揮レベルの独創性と能力を備えているという確信を表明し、一時的な中将に昇進させた。
アーリーはシェナンドー渓谷から戻って、オーバーランド方面作戦の荒野の戦いに参加し、療養中のA・P・ヒルに代わって行軍中の第3軍団の指揮を執って、スポットシルバニア・コートハウスの戦いでユリシーズ・グラント中将の動きを阻止した。スポットシルバニアでは、ミュールシューの比較的穏やかな右翼を占めた。コールドハーバーの戦いでは、リーが実効を挙げないイーウェルに代えてアーリーを第2軍団の指揮官に据えた。

### バレー、1864年
アーリーにとって最も重要な任務は1864年のバレー方面作戦であり、南軍として最後の北部侵攻を指揮した。南軍の領域は北軍のグラントとウィリアム・シャーマンに急速に占領されつつあり、リーはアーリー軍団でシェナンドー渓谷を掃討させ、ワシントンD.C.に脅威を与えることで、グラントが行っているリッチモンドやピーターズバーグ周辺でのリー軍に対する攻撃を弱めることを期待していた。アーリーはメリーランドハイツで小さな北軍を破るという無駄な試みのために進軍が数日間遅れ、7月4日から6日までは兵士を休ませた 。
この間に、グラントはポトマック軍から第6軍団の2個師団をルー・ウォーレス少将軍の補強に派遣した。ウォレスの5,800名の部隊はモノカシーの戦いで丸一日アーリー軍を足止めさせ、北軍がワシントンに到着してその防衛を固めるための時間を作った。この侵略はワシントンとボルティモアに少なからぬ恐慌を来たし、アーリー軍はワシントン郊外まで到達した。ジョン・マッコーズランド准将に騎兵を付けてワシントンの西側に派遣した。アーリーはワシントンを占領できるだけの戦力を持っていないことを認識していたので、その郊外のスティーブンス砦とデラッシー砦で示威行動を行い、7月11日と12日には小競り合いと砲撃戦があった。エイブラハム・リンカーンは両日ともスティーブンス砦の胸壁から観戦しており、戦火を味わった唯一の現役アメリカ合衆国大統領となった。アーリー軍が撤退した後で、リンカーンはその士官に向かって、「少佐、我々はワシントンを取られなかったが、我々はエイブ・リンカーンに地獄の思いをさせた」と語った。
アーリーは7月13日にポトマック川を渡ってバージニア州リーズバーグに戻り、シェナンドー渓谷に撤退した。1864年7月24日の第二次カーンズタウンの戦いではジョージ・クルックの指揮する北軍を破った。6日後、騎兵隊に命じてペンシルベニア州チェンバースバーグを焼いたが、これはその月の早くにウエストバージニア州ジェファーソン郡で北軍のデイビッド・ハンター少将が著名な南部同調者数人の家を焼いたことに対する報復だった。8月の上旬、アーリーの騎兵隊とゲリラ部隊がボルチモア・アンド・オハイオ鉄道の様々な地点を攻撃した。
グラントは、アーリー軍が何時でも望む時にワシントンを攻撃できることに辛抱できなくなり、フィリップ・シェリダン配下の軍隊を派遣してその脅威を取り去ろうとした。シェリダンは、南軍の勢力に対して3対1の優勢にあるときに、8月初期の3回の戦闘でアーリー軍を破り、渓谷の農業資産の大半を荒廃させ、リー軍に対する補給物資として使えなくした。アーリーは1864年10月19日のシーダークリークの戦いで目覚しい急襲を行って、北軍の3分の2を壊滅させたが、アーリー軍は飢えており、また消耗していたので、北軍宿営地の略奪のために隊列を離れるものがいた。シェリダンはどうにかしてその部隊を掻き集め、アーリー軍を徹底的に破った。
アーリー軍団の兵士の大半は12月にピーターズバーグにいるリー軍に加わり、アーリーは形骸化した軍隊の指揮を続けた。1865年3月、その軍隊はウェインズボロの戦いでほとんど崩壊し、アーリーは僅かな参謀達とともにかろうじて捕虜になることを免れた。リーは1865年3月に指揮官としてのアーリーを解任した。これは作戦を継続するために徴兵する兵士達に自信を吹き込むアーリーの能力を疑ったためであった。リーはこの決断の難しさについてアーリーに宛てて次のように書き送った。

## 戦後
1865年4月9日に北バージニア軍が降伏した時、アーリーは逃亡した。まだ抗戦中の南軍を見つけることを期待して、馬に乗ってテキサス州に逃れ、続いてメキシコに入り、そこから船でキューバとカナダに行った。トロントに在住する間に、その回顧録『アメリカ連合国における独立のための戦争終盤の記録』を著し、そのバレー方面作戦を詳述した。これは1867年に出版された。
1869年にバージニア州に戻り、法律実務を再開した。1868年にアンドリュー・ジョンソン大統領によって恩赦を与えられたが、依然として古い考え方の反逆者に留まっていた。南軍の敗因を痛罵する者達の中でも最も声高い者であり、ゲティスバーグにおけるジェイムズ・ロングストリート中将の行動を罵った。退役したP・G・T・ボーリガード将軍とともに、バージニア宝くじに関わった。
アーリーは77歳の時にランチバーグで階段から落ちて死んだ。スプリングヒル墓地に埋葬されている。

## 遺産
アーリーが「敗因」に載せたその見解に元々影響を与えたのはロバート・E・リー将軍自身からであった可能性がある。リーは、北バージニア軍に対する告別命令を出版したとき、南軍が向こうに回して戦った「圧倒的な資源と勢力」を挙げた。アーリーに宛てた手紙では、1864年5月から1865年4月まで、つまり南軍がユリシーズ・グラント中将を相手に戦った期間（オーバーランド方面作戦とピーターズバーグ包囲戦）の敵軍勢力に関する情報を求めた。リーは、「私の唯一の目的は、可能ならば、後世に真実を伝え、我々の勇敢な兵士達を公平に評価することである。」と書いた。リーの別の手紙では、両軍勢力の差異を表したいという意図で、また「我々が戦った敵を世界に理解させることが難しい」と考えたので、「連邦軍による個人資産の破壊など数的な統計」をすべて望んだ。敗北の責任がリーにあるという新聞記事に言及して、「わたしはうまく注釈できるとは思っていないし、私の発言や行動にかんする不当な記述を正そうとも思わない。我々は少なくとも暫くは耐え忍ばなければならない。...現在大衆の心は真実を受け入れる準備ができていない。」と書いた。これら全てはアーリーと敗因著者達の数十年間繰り返した主題であった。
敗因の主題は南軍退役軍人会や南軍の娘達連合のような記念団体によって取り上げられ、ある程度は南部人が、レコンストラクションを含み戦後の社会、政治および経済の劇的な変化を扱うことに貢献した。
アーリーが南軍の最後の生き残り努力に果たした貢献は大変意義深いことであった。歴史家の中にはアーリーがワシントンやシェナンドー渓谷で行った行動によって戦争は6ヶ月ないし9ヶ月引き伸ばされたと指摘する者がいる。次の引用はアーリーを称賛する者の意見の要約である。
アーリーは白人至上主義の率直な信奉者であり、奴隷制廃止論者を嫌った。その回顧録序文には、アフリカ系アメリカ人について「アフリカの野蛮な先住民」であり、奴隷にされた結果として「文明化されキリスト教化された状態」にあると書いた。次のように続けている。
世界の創造主は彼らに永遠に異なる肌の色と劣った体と心の組織を刻み込んだ。単なる思い付きや気まぐれでそうしたのではなく、賢明な目的のためであった。人種の融合は神の意図に対する違背であり、神はそれほど違うように彼らを作ったのではなかった。この莫大な数の人々は、その先祖が連れてこられた未開地に送り返すことが出来なかった。すなわち送り返されたならば、野蛮な生活に後戻りするだけだったであろう。黒人にとって、また白人の安全にとって、理性、常識、真の人間性は劣った人種が従属の状態に居続けることを要求した。国内奴隷制の状態は、南部に存在しているように、黒人の道徳や身体的条件に大きな改善をもたらしただけでなく、労働者階級に世界でも無いような幸福で満足できる状態を与えた。

## 記念
ポトマック川で今でも運行されている唯一の渡し船、ホワイツフェリーは、ジュバル・A・アーリー将軍と名付けられている。バージニア州ウィンチェスターにある主要大通りにはジュバル・アーリー・ドライブと名付けられたものがある。

## 大衆文化の中で
テレビの空想科学シリーズ『ファイアフライ』（蛍）では、ジュバル・アーリーという名の残虐な賞金稼ぎが、最後のエピソード『宇宙の天体』に登場している。
ジュバル・アーリーは、1999年の映画『インフェルノ』（イギリスでは『砂漠の暑さ』(Desert Heat)）の中で、ジャン＝クロード・ヴァン・ダムの演じる主人公の助手で自称「便利屋」という登場人物（配役はパット・モリタ）の名前であった。